# Doyle Brunson
Doyle “Texas Dolly” Brunson (Longworth, 10 de Agosto de 1933 – 14 de maio de 2023) foi um jogador de pôquer profissional há mais de quarenta anos. Campeão mundial de pôquer e autor de diversos livros sobre o jogo, foi o primeiro jogador a ganhar um premio superior a um milhão de dólares em torneios pôquer. Brunson foi por dez vezes campeão de eventos da World Series of Poker. É também um dos quatro jogadores do mundo a ter ganhado eventos principais consecutivos na World Series of Poker em 1976 e 1977.

## Biografia
Casado com Louise, e pai de Doyla e Todd, Brunson nasceu em Longworth no estado americano do Texas, cidade com uma população de aproximadamente 100 habitantes. Fez parte da equipe de basquete do All-State Texas Team, também praticava atletismo tendo vencido no ano de 1950 o campeonato interescolar do Texas de atletismo, na prova de uma milha. Após um acidente, Brunson teve uma de suas pernas imobilizadas por cerca de dois anos, tendo assim de abandonar seus sonhos no esporte. Pouco antes do acidente já havia iniciado a jogar pôquer informalmente, na modalidade "Five Card Draw".
Em 1954 formou-se Bacharel e posteriormente Mestre em administração de empresas pela universidade de Hardin-Simmons na cidade de Albilene,Texas. Neste período conseguia seu primeiro emprego, porém em seu primeiro dia de trabalho foi convidado a participar de uma partida de poker na modalidade “Seven Card Stud", ganhando em três horas o equivalente ao que ganharia em um mês de trabalho. Percebendo seu talento em pouco tempo abandonou o emprego transformando-se em jogador de poker profissional.

## A carreira no pôquer
Brunson iniciou sua carreira jogando em cassinos ilegais da cidade de Fortworth. Passou a viajar pelos estados do Texas, Oklahoma e Louisiana, participando de jogos maiores. Foi quando conheceu os jogadores profissionais Amarillo Slim e Sailor Roberts, que futuramente passaram a ser seus sócios no jogo, repartindo os lucros. Após seis anos de parceria, foram para Las Vegas tentar grandes lucros em cassinos maiores e acabaram perdendo todo o dinheiro que arrecadaram juntos, terminando assim a sociedade. Em sua participação na World Series of Poker de 2003 ganhou seu nono bracelete de ouro, em 2004 terminou o torneio em 53.º colocado entre 2576 jogadores, na modalidade No limit Texas Hold'em. No mesmo ano foi campeão do torneio Legends of Poker World Poker Tour, ganhando o prêmio de 1,1 milhões de dólares, e na World Poker Tour terminou como quarto colocado. Em 1 de julho de 2005 ganhou seu décimo bracelete de ouro. 
Doyle criou um site de jogos de poker on line, em[2006 seus lucros com o poker ultrapassavam os 4,9 milhões de dólares.

## Morte
Brunson morreu em 14 de maio de 2023, aos 89 anos.